# Uromyces junci-effusi
Uromyces junci-effusi är en svampart som beskrevs av P. Syd. & Syd. 1910. Uromyces junci-effusi ingår i släktet Uromyces och familjen Pucciniaceae.   Inga underarter finns listade i Catalogue of Life.